# Orde van de Witte Adelaar (Rusland)
De van oorsprong Poolse Orde van de Witte Adelaar werd na de deling van Polen een van de ridderorden van de Russische tsaren. Op het kleinood van de orde was de witte adelaar van Polen op de zwarte adelaar van Rusland gelegd. Deze orde bleef tot aan de Russische revolutie in deze vorm bestaan.